# I milanesi a Napoli
I milanesi a Napoli è un film del 1954 diretto da Enzo Di Gianni.
La pellicola ricalca la trama di Napoletani a Milano, diretto da Eduardo De Filippo l'anno precedente.

## Trama
Alcuni industriali milanesi tentano d'impiantare a Napoli alcun fabbriche che producano oggetti d'artigianato partenopei. L'ingegno dei campani avrà la meglio su quello lombardo.

## Produzione
Tra gli esterni utilizzati per le riprese napoletane vi sono la via Francesco Caracciolo e la stazione di Napoli Mergellina.